# Pseudozonitis vaurieae
Pseudozonitis vaurieae är en skalbaggsart som beskrevs av Enns 1956. Pseudozonitis vaurieae ingår i släktet Pseudozonitis och familjen oljebaggar. Inga underarter finns listade i Catalogue of Life.